# 丘里維爾基山
17°46′54″S 68°55′14″W / 17.78167°S 68.92056°W

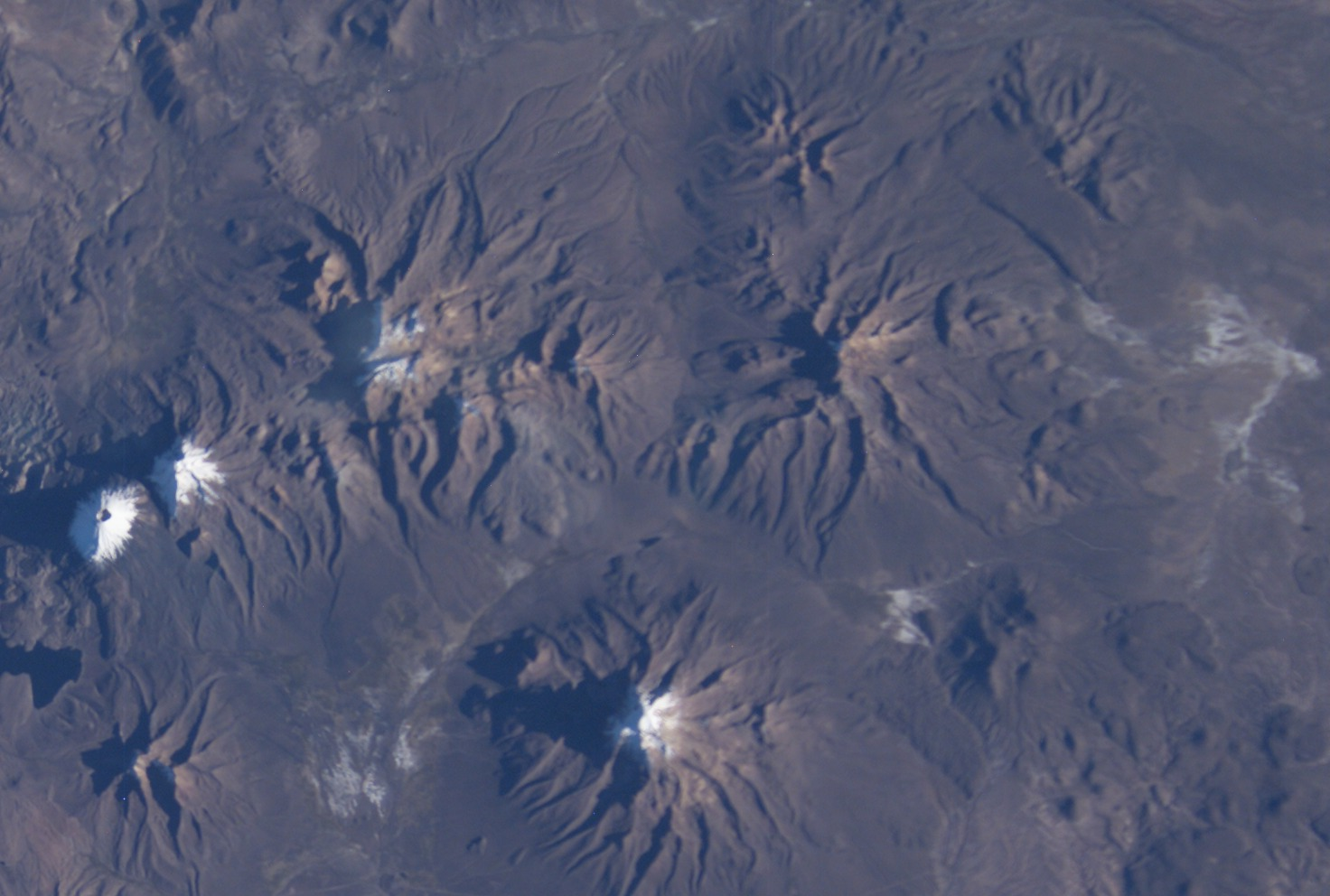

丘里維爾基山（Churi Willk'i），是玻利維亞的山峰，位於該國西部拉巴斯省的帕卡赫斯省，處於阿納利亞赫西火山以北、奧爾克皮山以南、普卡拉山東北面，屬於安第斯山脈的一部分，海拔高度4,256米。